# Unione Sportiva Pistoiese 1935-1936
Questa pagina raccoglie i dati riguardanti l'Unione Sportiva Pistoiese nelle competizioni ufficiali della stagione 1935-1936.

## Rosa
| N. |                   | Ruolo | Calciatore           |
| -- | ----------------- | ----- | -------------------- |
|    | Italia (bandiera) | C     | Mario Allorini       |
|    | Italia (bandiera) | D     | Aldo Baldi           |
|    | Italia (bandiera) | C     | Enrico Bertini       |
|    | Italia (bandiera) | C     | Pietro Betti (II)    |
|    | Italia (bandiera) | A     | Corrado Cavazza      |
|    | Italia (bandiera) | A     | Fernando Eusebio     |
|    | Italia (bandiera) | A     | Gino Frascari        |
|    | Italia (bandiera) | A     | Fulgido Guastini     |
|    | Italia (bandiera) | C     | Ferdinando Innocenti |
|    | Italia (bandiera) | C     | Balilla Lombardi     |

| N. |                   | Ruolo | Calciatore         |
| -- | ----------------- | ----- | ------------------ |
|    | Italia (bandiera) | A     | Aldo Melani        |
|    | Italia (bandiera) | D     | Ercole Minelli     |
|    | Italia (bandiera) | A     | Raffaello Niccolai |
|    | Italia (bandiera) | A     | Giulio Panzeri     |
|    | Italia (bandiera) | D     | Nicola Pieri       |
|    | Italia (bandiera) | A     | Elia Puccini       |
|    | Italia (bandiera) | P     | Mario Spadoni      |
|    | Italia (bandiera) | D     | Ivo Tesi           |
|    | Italia (bandiera) | C     | Osvaldo Trebbi     |
|    | Italia (bandiera) | C     | Mario Vergnano     |

## Risultati

### Serie B

#### Girone di andata
| Arbitro: | Gonani (Ravenna) |

|                       |           |  |
| Santagostino Barberis | Marcatori |  |

| Arbitro: | Bertolio (Torino) |

|               |           |  |
| Benigni Landi | Marcatori |  |

| Pistoia 29 settembre 1935 3ª giornata                         | Pistoiese | 3 – 1 referto | Modena |  |
| \| \| \| \| \| Trebbi Eusebio ?’, ?’ \| Marcatori \| Galli \| |           |               |        |  |
|                                                               |           |               |        |  |
| Trebbi Eusebio ?’, ?’                                         | Marcatori | Galli         |        |  |

| Arbitro: | Turbiani (Ferrara) |

|  |           |         |
|  | Marcatori | Cavazza |

| Arbitro: | Dellarole (Vicenza) |

|          |           |  |
| Lombardi | Marcatori |  |

| Arbitro: | Moretti (Genova) |

|      |           |  |
| Rosa | Marcatori |  |

| Arbitro: | Caironi (Milano) |

|                           |           |         |
| Eusebio Guastini Lombardi | Marcatori | Bellini |

| Arbitro: | Mauri (Como) |

|                           |           |          |
| Lombatti ?’, ?’ Montanari | Marcatori | Lombardi |

| Arbitro: | Levrero (Genova) |

|                       |           |              |
| Trebbi Cavazza ?’, ?’ | Marcatori | ?’, ?’ Coppa |

| Arbitro: | Carnevali (Roma) |

|                       |           |          |
| Battioni ?’, ?’ Lessi | Marcatori | Lombardi |

| Arbitro: | Candela (Genova) |

|  |           |                   |
|  | Marcatori | ?’ (aut.) Puccini |

| Pistoia 8 dicembre 1935 12ª giornata | Pistoiese | 0 – 1 referto | Messina |  |
| \| \| \| \| \| \| Marcatori \| Re \| |           |               |         |  |
|                                      |           |               |         |  |
|                                      | Marcatori | Re            |         |  |

| Arbitro: | Ghetti (Modena) |

|                   |           |  |
| Tanghero Colaussi | Marcatori |  |

| Pisa 22 dicembre 1935 14ª giornata | Pisa              | 0 – 0 referto | Pistoiese | \| Arbitro: \| Piccoli (Bologna) \| |
| Arbitro:                           | Piccoli (Bologna) |               |           |                                     |

| Arbitro: | Salvagno (Trieste) |

|                |           |          |
| Eusebio ?’, ?’ | Marcatori | Lemmetti |

| Arbitro: | Mauri (Como) |

|         |           |                          |
| Panzeri | Marcatori | ?’, ?’ Torti II Barbieri |

| Arbitro: | Tonnetti (Roma) |

|               |           |  |
| Romano ?’, ?’ | Marcatori |  |

#### Girone di ritorno
| Arbitro: | Levrero (Genova) |

|  |           |          |
|  | Marcatori | Alberico |

| Arbitro: | Bertone (Torino) |

|                   |           |  |
| Vergnano Frascari | Marcatori |  |

| Modena 9 febbraio 1936 20ª giornata       | Modena    | 0 – 1 referto | Pistoiese |  |
| \| \| \| \| \| \| Marcatori \| Eusebio \| |           |               |           |  |
|                                           |           |               |           |  |
|                                           | Marcatori | Eusebio       |           |  |

| Pistoia 16 febbraio 1936 21ª giornata | Pistoiese        | 0 – 0 referto | Siena | \| Arbitro: \| Scotti (Taranto) \| |
| Arbitro:                              | Scotti (Taranto) |               |       |                                    |

| Arbitro: | Soliani (Genova) |

|                                           |           |                          |
| Puccini ?’ (rig.) Trebbi Massiglia ?’, ?’ | Marcatori | Giuntoli ?’ (rig.) Colli |

| Arbitro: | Salvatori (Roma) |

|          |           |  |
| Vergnano | Marcatori |  |

| Ferrara 8 marzo 1936 24ª giornata | SPAL        | 0 – 0 referto | Pistoiese | \| Arbitro: \| Rosa (Roma) \| |
| Arbitro:                          | Rosa (Roma) |               |           |                               |

| Pistoia 15 marzo 1936 25ª giornata | Pistoiese           | 0 – 0 referto | Livorno | \| Arbitro: \| Barlassina (Novara) \| |
| Arbitro:                           | Barlassina (Novara) |               |         |                                       |

| Arbitro: | Mazza (Torre Annunziata) |

|                                      |           |  |
| Viani ?’ (rig.), ?’ Biagini Andreoli | Marcatori |  |

| Arbitro: | Bertone (Torino) |

|          |           |  |
| Lombardi | Marcatori |  |

| Arbitro: | Gamba (Napoli) |

|                   |           |          |
| Franzoni Nicolosi | Marcatori | Lombardi |

| Arbitro: | Fois (Roma) |

|       |           |  |
| Lumia | Marcatori |  |

| Arbitro: | Celano (Roma) |

|         |           |  |
| Eusebio | Marcatori |  |

| Arbitro: | Carminati (Milano) |

|                  |           |  |
| Eusebio Lombardi | Marcatori |  |

| Arbitro: | Moretti (Genova) |

|                                          |           |          |
| Angelini ?’, ?’ Lippi Cappelli ?’ (rig.) | Marcatori | Lombardo |

| Arbitro: | Sassi (Roma) |

|                |           |  |
| Torti II Rossi | Marcatori |  |

| Arbitro: | Mastellari (Bologna) |

|  |           |        |
|  | Marcatori | Romano |

#### Spareggi salvezza
| Reggio Emilia 14 giugno 1936 1ª giornata | Pistoiese | 2 – 1 referto | SPAL |  |

| Roma 21 giugno 1936 2ª giornata | Pistoiese | 6 – 0 referto | Foggia |  |

| Siena 28 giugno 1936 3ª giornata | Viareggio | 1 – 1 referto | Pistoiese |  |

| Lucca 5 luglio 1936 Ulteriore spareggio | Viareggio | 2 – 0 referto | Pistoiese |  |

### Coppa Italia
| Venezia 24 novembre 1935 Terzo turno | Venezia | 2 – 1 referto | Pistoiese |  |